# 博克斯巴赫河
50°53′53″N 8°27′01″E / 50.898133°N 8.450150°E

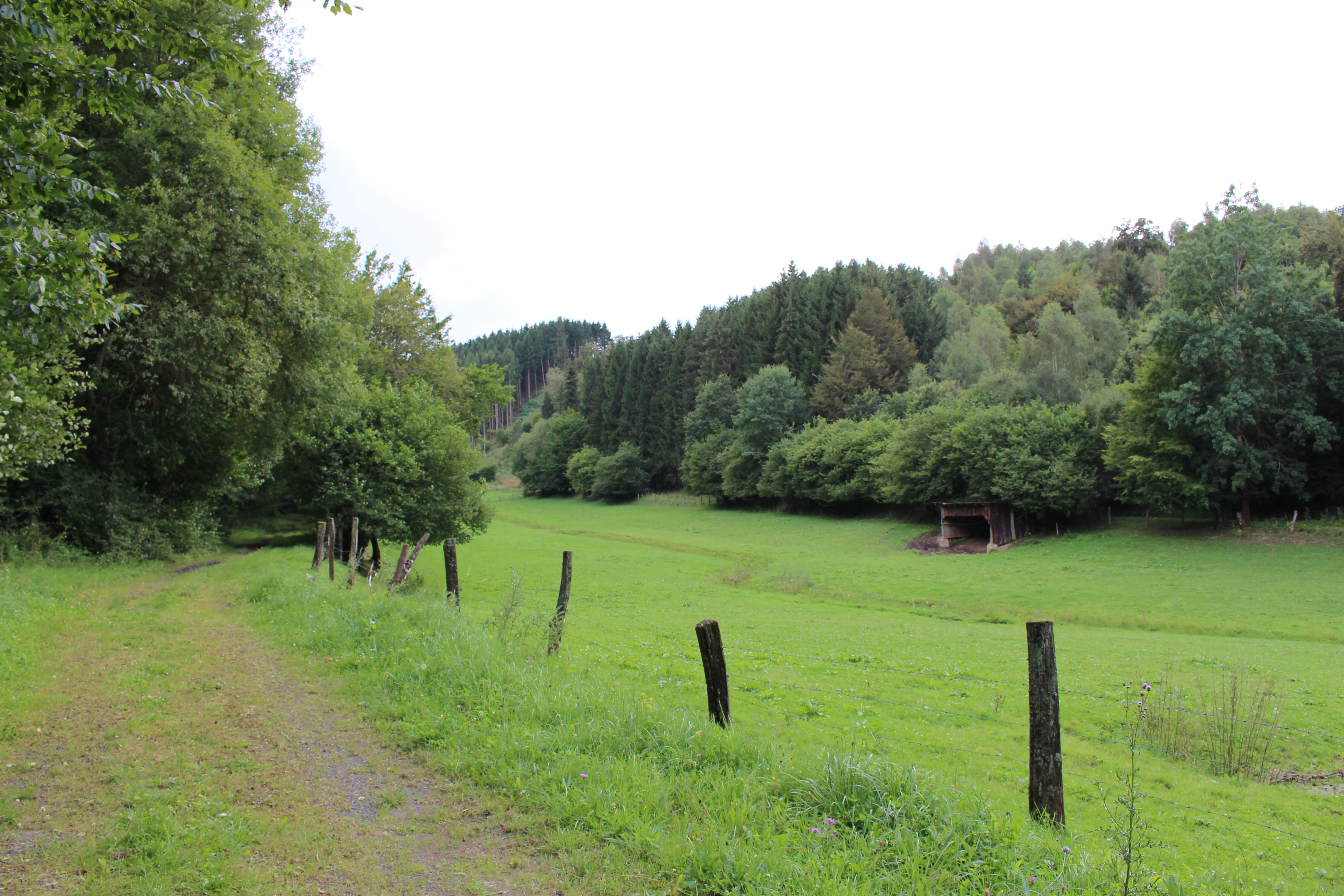
博克斯巴赫河

博克斯巴赫河（德語：Boxbach），是德國的河流，位於該國中部，由黑森州負責管轄，屬於珀夫河的左支流，河道全長5.8公里，流域面積13.2平方公里，河口處在布賴登巴赫附近。